# Sportåret 1942

## Händelser

### Amerikansk fotboll
- Washington Redskins besegrar Chicago Bears med 14 - 6 i NFL-finalen.

### Bandy
- 8 mars - Västerås SK vinner svenska mästerskapsfinalen mot Skutskärs IF på Stockholms stadion med 2-1.[1][2]

### Baseboll
- 5 oktober - National League-mästarna St. Louis Cardinals vinner World Series med 4-1 i matcher över American League-mästarna New York Yankees.[3]

### Boxning
- Världsmästaren i tungvikt Joe Louis försvarar sin titel genom att besegra
- 9 januari - Buddy Baer
- 27 mars - Abe Simon

### Fotboll
- 7 februari – Uruguay vinner sydamerikanska mästerskapet i Montevideo före Argentina och Brasilien.[4]
- 18 oktober – GAIS vinner Svenska cupen genoma att finalslå IF Elfsborg med 2-1 i Solna.[5]

#### Ligamästare
- Spanien - Valencia CF
- Sverige - IFK Göteborg
- Tyskland - Schalke 04
- Italien - AS Roma

### Friidrott
- 31 december - Joaquim Gonçalves da Silva vinner Sylvesterloppet i São Paulo.[6]
- Joe Smith, USA vinner Boston Marathon.[7]
- Barney Ewell, USA sätter nytt världsrekord på 200 m i Pittsburgh med 20,9.
- Gunder Hägg, Sverige sätter nytt världsrekord på 1 500 meter på Stockholms stadion med 3.45,8 - 1,8 sek. bättre än Häggs eget rekord från 1941.
- Gunder Hägg, Sverige sätter nytt världsrekord på 5 000 meter i Göteborg. Tiden blir 13.57,2.
- Cornelius Warmerdam, USA sätter nytt världsrekord i stavhopp i Modesto, USA med 4,77 m.
- Annelie Steinheuer, Tyskland sätter nytt världsrekord i spjutkastning, damer i Stuttgart med 47,24 m.

### Golf
- PGA Championship vinns av Sam Snead, USA
- The Masters vinns av Byron Nelson, USA

### Ishockey
- 13 mars - Hammarby IF blir svenska mästare efter finalvinst mot Södertälje SK med 3-0 på Stockholms stadion.[8]
- 18 april - Toronto Maple Leafs vinner Stanley Cup efter att i finalspelet ha besegrat Detroit Red Wings med 4–3.[9]

### Skidor, alpina grenar

#### SM

##### Herrar
- Slalom vinns av Hans Hansson, Åre SLK. Lagtävlingen vinns av Åre SLK.

##### Damer
- Slalom vinns av Britt Nilsson, Frösö IF. Lagtävlingen vinns av Djurgårdens IF.

### Skidor, nordiska grenar
- 22 februari - Olle Wiklund, IFK Bergvik vinner Vasaloppet.[10]

#### SM

##### Herrar
- 15 km vinns av Nils Östensson, Hofors AIF. Lagtävlingen vinns av Hofors AIF.
- 30 km vinns av Alfred Dahlqvist, Östersunds SK . Lagtävlingen vinns av Hofors AIF.
- 50 km vinns av Lars Back, Hofors AIF.  Lagtävlingen vinns av Hofors AIF.
- Stafett 3 x 10 km vinns av Malungs IF med laget Nils Persson, Martin Karlsson och Martin Matsbo
- Backhoppning vinns av Nils Lund,  IF Friska Viljor. Lagtävlingen vinns av IF Friska Viljor.
- Nordisk kombination vinns av John Westberg, Anundsjö IF.  Lagtävlingen vinns av Anundsjö IF .

##### Damer
- 10 km vinns av Margit Åsberg, Brännans IF, Härnösand. Lagtävlingen vinns av Djurgårdens IF.

### Tennis
- US Open
  - Herrsingel: Ted Schroeder, USA
  - Damsingel: Pauline Betz, USA

### Travsport
- Travderbyt körs på  Jägersro travbana i Malmö. Segrare blir den svenska hingsten  Etawah Asa (SE) e Lord Jim (US) – Dudette (US) e. Etawah (US). Kilometertid:1.26,3  Körsven: Hans Ringström
- Travkriteriet vinns av det svenska stoet  Lime Abbey (SE) e. Guy Abbey (US) – Lemomite  (US) e. Volomite (US).

## Evenemang
- 7–17 mars – Sydamerikanska mästerskapet i basket.

## Födda
- 7 januari - Vasilij Aleksejev, sovjetisk tyngdlyftare.
- 17 januari - Muhammad Ali, amerikansk boxare.
- 23 januari - Hans Alsér, svensk bordtennisspelare och förbundskapten för bordtennislandslaget.
- 25 januari - Eusébio, portugisisk fotbollsspelare.
- 20 februari - Phil Esposito, kanadensisk ishockeyspelare.
- 28 februari - Dino Zoff, italiensk fotbollsspelare, målvakt och tränare.
- 27 mars - Dick Advocaat, nederländsk fotbollstränare.
- 10 april - Ian Callaghan, engelsk fotbollsspelare.
- 12 april - Carlos Reutemann, argentinsk racerförare och politiker.
- 14 april - Valerij Brumel, sovjetisk friidrottare.
- 18 april - Jochen Rindt, österrikisk racerförare.
- 2 maj - Jacques Rogge, belgisk seglare och ordförande i IOK.
- 3 maj - Věra Čáslavská, tjeckoslovakisk gymnast.
- 24 maj - Hannu Mikkola, finländsk rallyförare
- 28 juni - Sjoukje Dijkstra, nederländsk konståkare, OS- och flera VM-guld.
- 22 augusti - Harald Norpoth, tysk friidrottare.
- 4 september - Raymond Floyd, amerikansk golfspelare.
- 1 oktober - Jean-Pierre Jabouille, fransk racerförare.
- 9 december
  - Billy Bremner, skotsk fotbollsspelare.
  - Dick Butkus, amerikansk fotbollsspelare och skådespelare.

## Avlidna
- 22 mars – Birger Cederin, svensk fäktare, ett OS-silver.
- 3 juni – Bengt Heyman, svensk seglare, ett OS-silver.

### Fotnoter
1. ↑  Erik Jonsson (8 mars 1942). ”1940–1949”. Svenska Bandyförbundet. Arkiverad från originalet den 17 mars 2020. https://web.archive.org/web/20200317215222/https://www.svenskbandy.se/BANDYFINALEN/HISTORIK/Svenskamastare/Herrar/1940-1949. Läst 18 mars 2020.
2. ↑  ”Västerås Sportklubbs SM-finaler i bandy”. VSK Forum. http://www.vskforum.com/vsk.nu/SM-finallag.html. Läst 21 juli 2011.
3. ↑  ”1942 World Series” (på engelska). Baseball-Reference.com. http://www.baseball-reference.com/postseason/1942_WS.shtml. Läst 14 juli 2015.
4. ↑  ”South American Championship 1942” (på engelska). RSSSF. http://www.rsssf.com/tables/42safull.html. Läst 16 augusti 2011.
5. ↑  Jimmy Lindahl (15 mars 2005). ”Svenska cupen – finalmatcher”. Bolletinen. http://www.bolletinen.se/sfs/pdf/stat_h_allsvens_1941_2005_stat_herr_cupen_finalmatcher.pdf. Läst 21 augusti 2012.
6. ↑  ”1940” (på portugisiska). Sylvesterloppet. Arkiverad från originalet den 25 februari 2014. https://web.archive.org/web/20140225142805/http://www.saosilvestre.com.br/1940. Läst 19 augusti 2012.
7. ↑  ”Boston Marathon”. Arkiverad från originalet den 27 april 2015. https://web.archive.org/web/20150427035419/http://www.baa.org/races/boston-marathon/boston-marathon-history/past-champions/past-mens-open-champions.aspx. Läst 9 april 2011.
8. ↑  ”Championnat de Suède 1941/42” (på franska). Hockey Archives. 13 mars 1942. https://www.hockeyarchives.info/Suede1942.htm. Läst 15 augusti 2011.
9. ↑  ”NHL 1941/42” (på franska). Hockey Archives. https://www.hockeyarchives.info/NHL1942.htm. Läst 23 mars 2020.
10. ↑  ”Historiska segrare”. Vasaloppet. Arkiverad från originalet den 22 mars 2020. https://web.archive.org/web/20200322121012/https://www.vasaloppet.se/wp-content/uploads/sites/1/2019/09/historiska_segrare_vasaloppet_sve_2019-09-18.pdf. Läst 5 september 2011.